# Leucopogon amplectens
Leucopogon amplectens är en ljungväxtart som beskrevs av Carl Hansen Ostenfeld. Leucopogon amplectens ingår i släktet Leucopogon och familjen ljungväxter. Inga underarter finns listade i Catalogue of Life.